# Séquence Blerot
La Séquence Blerot ou Ensemble Blerot est une suite de 17 maisons de style Art nouveau construites par l'architecte Ernest Blerot à Saint-Gilles (Bruxelles) en 1900 et 1902.

## Historique et localisation
C'est à la demande d'une riche veuve, Madame Elsom qu'Ernest Blerot va élaborer les plans pour tout un paté de maisons de la rue Vanderschrick dans la commune bruxelloise de Saint-Gilles à quelques pas de la porte de Hal. 
La construction va se faire en deux étapes. La partie est de la rue Vanderschrick (n° 1 à 13) et le coin avec la chaussée de Waterloo (n° 13 et 15) seront édifiés en 1900 alors que la partie ouest de la rue Vanderschrick (n° 15 à 25) et le coin avec l'avenue Jean Volders (n° 42 à 48) seront bâtis en 1902. 
Ernest Blerot est coutumier de réalisations doubles : rue Darwin, 15/17 à Forest (maison-atelier Louise de Hem) ou avenue Général de Gaulle n° 38/39 à Ixelles, voire triples : rue Belle-Vue n° 42 à 46 mais une succession de 17 immeubles de style Art nouveau est unique à Bruxelles.

## Architecture

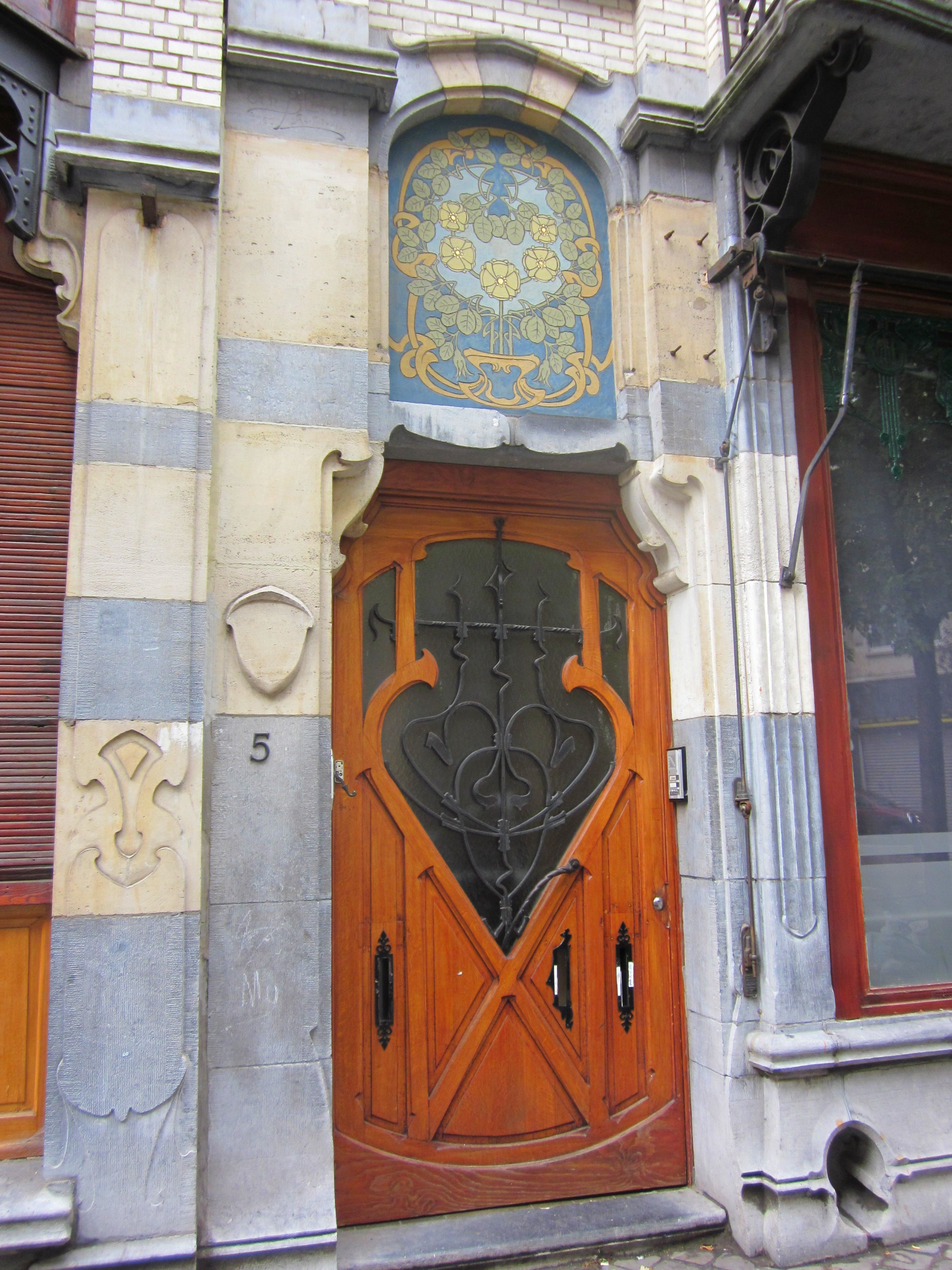
Rue Vanderschick, 5, Saint-Gilles

Cet ensemble est tout à fait homogène et très représentatif de l'Art nouveau dans la capitale belge. Chaque construction présente un soubassement aux mêmes lignes incurvées, un gabarit identique, des baies arquées et une corniche reposant sur de nombreux modillons. Il y a toutefois une variété dans le choix du matériau de construction. Quelques maisons adoptent la pierre blanche alors que la majorité est parée de briques claires.
Pourtant, chaque maison est différente. Il faut signaler, en effet, le travail d'architecture et de décoration qu'a réalisé l'architecte pour rendre chaque construction unique et aussi réussie que sa voisine.
La rue Vanderschrick étant une rue commerçante, beaucoup de rez-de-chaussée comportent une vitrine dont la partie supérieure est ornée de petits bois aux formes courbes. 
Les bow-windows, très fréquents, sont situés à des niveaux différents des immeubles. Une multitude de sgraffites ornent les baies d'impostes de portes ou les tympans de fenêtres soit aux rez-de-chaussée soit aux étages. Chaque maison possède au moins un balcon en fer forgé au dessin original.

## Éléments décoratifs
Parmi tous ces éléments décoratifs si représentatifs de l'Art nouveau, on remarquera:
- une lucarme-pignon avec quatre sgraffites et un balcon par paire de fenêtres et par niveau, chaussée de Waterloo, 13
- un oriel d'angle sur deux niveaux, coin de la chaussée de Waterloo et de la rue Vanderschrick
- la porte du magasin, rue Vanderschrick, 3
- des sgraffites au motif floral, rue Vanderschrick, 5, 7, 9, 11
- une élévation porte cochère - balcon - bow-window, rue Vanderschrick, 7
- la baie avec vitraux et petits bois du rez-de-chaussée, rue Vanderschrick, 19
- les vitrines avec petits bois, rue Vanderschrick, 23 et 25
- les logettes triangulaires, avenue Jean Volders, 42/46

## Accès
| ___ | Ce site est desservi par la station de métro : Porte de Hal. |